# Чавушоглу, Мевлют
Мевлю́т Чавушоглу́ (тур. Mevlüt Çavuşoğlu; род. 5 февраля 1968, Аланья, Турция) — турецкий политический деятель, глава Парламентской Ассамблеи Совета Европы (2010—2012), министр иностранных дел Турции (2014—2015 и 2015—2023).

## Биография
Родился 5 февраля 1968 года в Аланье. В 1988 году окончил факультет политических наук Анкарского университета со степенью бакалавра по специальности «международные отношения». В 1991 году получил степень магистра экономики Университета Лонг-Айленд (США). Занимался научной деятельностью в Билькентском университете (Турция). Защитил кандидатскую диссертацию в Лондонской школе экономики.
Владеет английским, немецким и японским языками, изучает русский. Член футбольной сборной Парламента Турции. Женат, имеет одного ребёнка.

## Политическая карьера
С 1995 года работал в Департаменте международных отношений Министерства по охране окружающей среды Турции. Затем занимался бизнесом.
В 2001 году стал одним из основателей Партии справедливости и развития Турции, до 2009 года был вице-председателем партийного комитета по международным отношениям.
В 2002 и 2007 годах избирался депутатом в Великое Национальное Собрание Турции от провинции Анталия. В разное время возглавлял парламентскую группу дружбы с Японией, а затем с США.
С 2003 году руководил турецкой делегации в ПАСЕ, был членом Группы европейских демократов (ЕДГ). Являлся заместителем Председателя Парламентской ассамблеи Совета Европы. С 2007 года был председателем турецкой делегации в ПАСЕ и одновременно заместителем председателя ассамблеи. В 2009 году стал вторым вице-председателем Группы европейских демократов в ПАСЕ. Работал в комитете по мониторингу обязательств стран перед Советом Европы и в правовом комитете. Был докладчиком по проблеме голода на Украине в 1930-е годы.
В сентябре 2009 года был избран кандидатом от ЕДГ для участия в выборах нового Председателя ПАСЕ в январе 2010 года. В конце январе 2010 года был избран на пост Председателя Парламентской ассамблеи Совета Европы.
Был министром Турецкой Республики по делам Европейского союза. С августа 2014 года по август 2015 года — министр иностранных дел Турции.
С 17 ноября 2015 по 3 июня 2023 года являлся министром иностранных дел Турции.

## Награды
- Орден «За заслуги» II степени (22 августа 2020 года, Украина) — за весомый личный вклад в укрепление международного авторитета Украины, развитие межгосударственного сотрудничества, плодотворную общественную деятельность[10].
- Орден «За заслуги» III степени (24 августа 2013 года, Украина) — за весомый личный вклад в укрепление международного авторитета Украины, популяризацию её исторического наследия и современных достижений и по случаю 22-й годовщины независимости Украины[11].
- Орден «Дружба» (5 февраля 2020 года, Азербайджан) — за особые заслуги в укреплении дружественных связей и взаимного сотрудничества между Азербайджанской Республикой и Турецкой Республикой[12].
- Орден Восходящего солнца 1 степени (9 августа 2019 года, Япония)[13].
- Орден Пакистана 2 класса (2021 год, Пакистан)[14].
- Командор со звездой ордена Заслуг (2023 год, Венгрия)[15].